# Barmby on the Marsh
Barmby on the Marsh – wieś w Anglii, w hrabstwie East Riding of Yorkshire. Leży 42 km na zachód od miasta Hull i 255 km na północ od Londynu. W 2001 miejscowość liczyła 345 mieszkańców.